# Corea del Sud ai XIII Giochi olimpici invernali
La Corea del Sud partecipò ai XIII Giochi olimpici invernali, svoltisi a Lake Placid, Stati Uniti, dal 14 al 23 febbraio 1980, con una delegazione di 10 atleti impegnati in quattro discipline.